# Nicht nachmachen!
Nicht nachmachen! war eine satirische Wissenschaftsshow, die am 29. Juni 2012 erstmals im ZDF ausgestrahlt wurde. Die Folgen wurden auf ZDFneo in anders geschnittenen Fassungen wiederholt. Inhalt der Episoden waren Versuche der Moderatoren Wigald Boning und Bernhard Hoëcker, in denen sie bevorzugt vorsätzlich Warnhinweise unter anderem von Haushaltsgegenständen missachteten. Es handelte sich um eine Adaption des Formates Ikke gjør dette hjemme (deutsch: „Tu das nicht zu Hause“) des norwegischen Senders NRK1.

## Konzept
Die Episoden zeigten Experimente, die ohne Sicherheitsmaßnahmen zu schweren Verletzungen oder Beschädigungen führen würden. Beispielsweise wurde ein Badezimmer in der ersten Etage so lange mit Wasser überflutet, bis der Boden einstürzte, oder ein Wasserbett mit knapp 1000 l überfüllt und dann mit einem Messer aufgestochen. In anderen Versuchen ließen die Moderatoren Feuerwerkskörper im Wohnzimmer oder Konservendosen auf der Herdplatte explodieren. Boning und Hoëcker begleiteten die Experimente mit satirischen und ironischen Kommentaren. Bestimmte Vorgehensweisen ließen sich dabei immer wieder erkennen. Beispielsweise wurden mehrere gefüllte Glasflaschen in einer Mikrowelle erwärmt und auch ein Vergleich von Küchengeräten, die für die jeweilige Disziplin nicht gebaut sind, war mehrmals anzutreffen.

### Rubriken

#### Mikrowelle
In fast jeder Folge der Show zeigte Wigald Boning, was mit verschiedenen Dingen wie Bauschaum, Feuerwerkskörpern oder Coladosen passiert, wenn man sie in einer Mikrowelle erhitzt.

#### Elektrocup
Der Elektrocup war ein wiederkehrendes Format der ersten Staffel. Hier versuchten Boning und Hoëcker, Dinge wie Popcorn oder Pommes frites in nicht dafür konzipierten Haushaltsgeräten zuzubereiten.

#### Trinkwassersprudler
Der Trinkwassersprudler war ebenfalls ein Element in fast jeder Folge der ersten Staffel. In dieser Rubrik versuchte Boning, Getränke wie Tomatensaft, Bier oder Kaffee mit Kohlensäure anzureichern.

## Drehorte

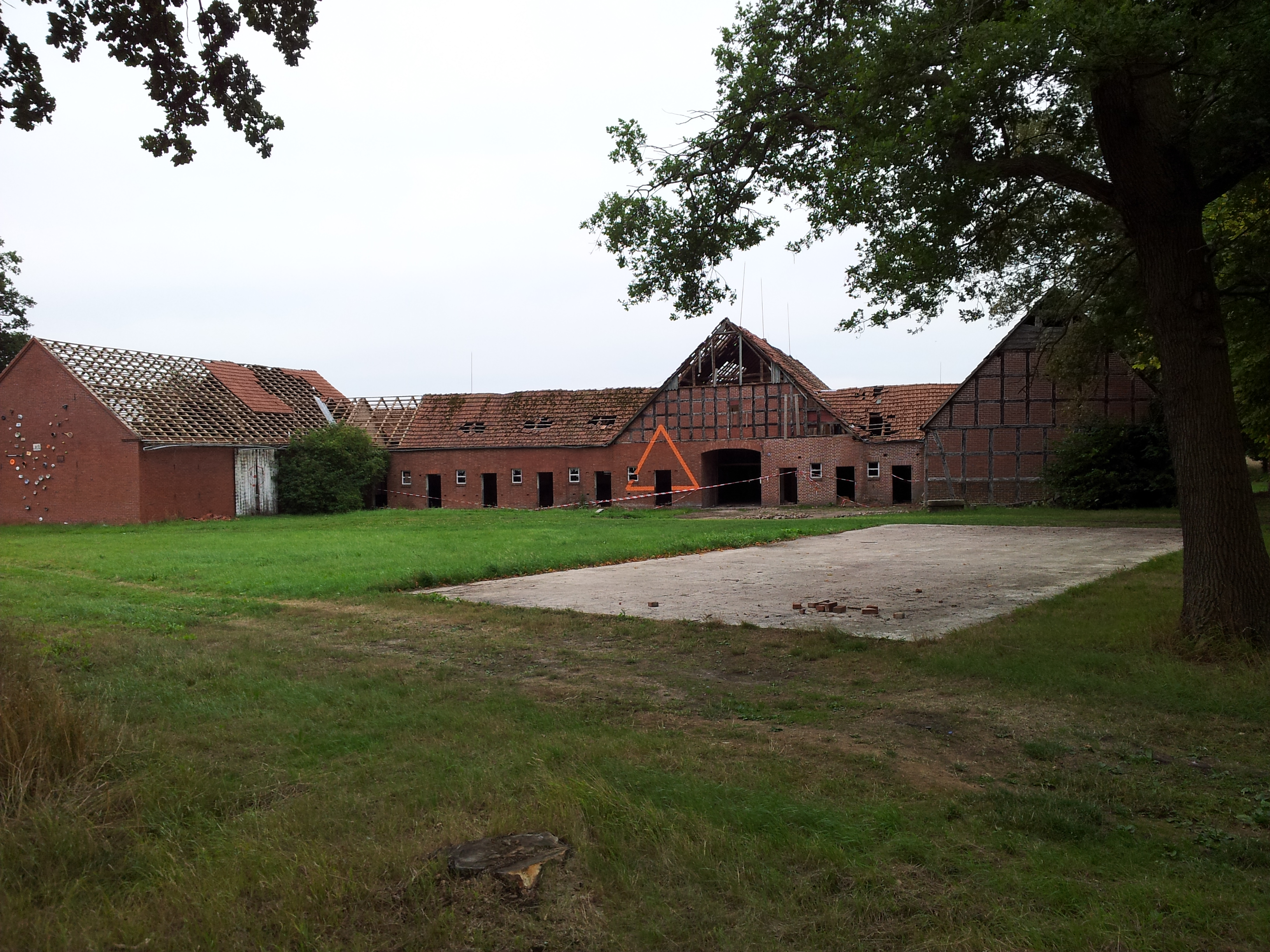
Drehort der zweiten Staffel in Rahden

Die Experimente der ersten Staffel wurden im Bereich eines abrissreifen Hauses (Mülheimer Straße 14) in Troisdorf gedreht. Der Drehort der zweiten Staffel war ein Bauernhof in Rahden im Kreis Minden-Lübbecke. Beide Objekte existieren nicht mehr; sie wurden später abgerissen.

## Folgen
Die beiden Staffeln umfassen jeweils sechs Folgen. Diese wurden immer freitags vom 29. Juni bis 17. August 2012 (Ausnahme: 27. Juli, 3. August) und vom 26. Juli bis 6. September 2013 (Ausnahme: 30. August) im ZDF ausgestrahlt. Auf ZDFneo lief die zweite Staffel im geänderten Schnitt. Die Folgen werden seitdem staffelgemischt und unregelmäßig gesendet. Eine dritte Staffel ist nicht geplant.

### Übersicht der einzelnen Ausgaben

#### Staffel 1
| Nummer (gesamt) | Nummer (Staffel) | Erstausstrahlung | Inhalt |
| --------------- | ---------------- | ---------------- | --- |
| 1               | 1                | 29.06.2012       | - Heiße Kohle aufsaugen - Konservendosen auf dem Herd kochen - Wäschespinne mit Silvesterraketen antreiben - Mikrowelle (1): Wein - Elektrocup (1): Popcorn; Toaster vs. Teekocher - Kaffee aus dem Wasserhahn - Trinkwassersprudler (1): Tomatensaft - Sahne schlagen mit einem Außenbordmotor |
| 2               | 2                | 06.07.2012       | - Mehl von Deckenventilator auf Kerzen rieseln lassen - Wasserbett platzen lassen - Trinkwassersprudler (2): Bierreste - Golf im Haus - Pürierstab wird zum Hubschrauber - Feuerwerkskörper in einem Sitzsack zünden - Elektrocup (2): Pommes frites; Kaffeemaschine vs. Eierkocher - mit Propangas gefüllte Luftballons anzünden                                                                                  |
| 3               | 3                | 13.07.2012       | - Grillen mit 24 Haarspraydosen und einer Tortenfontäne - Trinkwassersprudler (3): Kaffee - Karfoffelkanone - Elektrocup (3): Waffeln; Raclette vs. Reistopf - Streichen mit explodierenden Farbtüten - Mit einer Spülmaschine Tomatensuppe und Eier kochen - Experimente mit einem Elektrozaun - Feuerwerk im Wohnzimmer                                                                                          |
| 4               | 4                | 20.07.2012       | - Insektenspraydose auf Grill werfen - Gaskartusche auf Gaskocher - Murmeln, Hammer, Bowlingkugel, Ziegelstein und Felsbrocken in die Waschmaschine werfen - Fleisch garen mit einer Heizung, Rotlichtlampen, Heizstrahler, Föhn und Bügeleisen - Abfluss mit Abflussreiniger freisprengen - Bowling im Haus - Streichen mit Rasensprenger und Hochdruckreiniger - 1000 Teelichter anzünden und mit Wasser löschen |
| 5               | 5                | 10.08.2012       | - Pflanzloch mit Wasser und Trockeneis sprengen - Obstsalat mit Squibs - Mikrowelle (2): Sekt - Spülmaschine mit sehr viel Spülmittel laufen lassen - Trinkwassersprudler (4): Sahne - Kerzen anzünden mit Wasserpistole gefüllt mit Spiritus und Öllampe - Fettbrand mit Wasser löschen |
| 6               | 6                | 17.08.2012       | - Schrank mit Wasser und Trockeneis umkippen - Grillen mit Magnesium statt Kohle - Trinkwassersprudler (5): Wein - Mit Flüssigem Stickstoff und kochendem Wasser das Haus vernebeln - Mit Sprengstoff ein Klavier durch die Decke/den Boden sprengen - Ein brennendes ferngesteuertes Auto fährt in einen mit Propangas angereicherten Pool - Badezimmer fluten                                                    |

#### Staffel 2
| Nummer (gesamt) | Nummer (Staffel) | Erstausstrahlung | Inhalt |
| --------------- | ---------------- | ---------------- | --- |
| 7               | 1                | 26.07.2013       | - Raumspraydose sprengen - Luftballon, Hüpfball, Autoreifen und Traktorreifen zum Platzen bringen - Wohnwagen sprengen beim Schnapsbrennen durch ins Feuer tropfenden Alkohol - Kettenkarussell im Haus - Mikrowelle (3): Bauschaum - Mit einem Traktor den Teppich unter dem Küchentisch wegziehen - Alkohol und Waschbenzin im Wäschetrockner                                                                                              |
| 8               | 2                | 02.08.2013       | - Kaffeemaschine mit Druckluft entkalken - Tiefgefrorener Puter in brennendem Fett auftauen und braten - Schubkarre als Ersatzrad - Mikrowelle (4): Feuerwerkskörper - Wildwasserrafting im Haus durch platzenden Pool - Popcorn in der Badewanne - „Stallmikado“: mit dem Traktor die Stützbalken eines Stalls entfernen |
| 9               | 3                | 09.08.2013       | - Tiefkühltruhe mit Thermit enteisen - Mikrowelle (5): Thermoskanne mit Kaffee - Vom Rücksitz aus Auto fahren - Spießbraten mit Bohrmaschine als Motor - Wassermelone mit Gummibändern schneiden - Streichen mit Rasenmäher(messer) und Paintballs - Gasflasche zur Rakete umfunktionieren |
| 10              | 4                | 16.08.2013       | - Trinkwasserbehälter mit Wasser und Trinkwasserbehälter mit Ethanol wird mit Druckluft zur Rakete - Einmachgläser auf dem Herd kochen - 4 Rasenmäher vor 1 Auto spannen und Rasen mähen - Mikrowelle 6: Thermit - Curling im Haus mit durch flüssigen Stickstoff gefrorenes Eisfeld - Grillen mit einem Rasensprenger (Wasser mit Propangas angereichert) - Duschkabine mit Wasser fluten - Kamin mit Benzin reinigen                       |
| 11              | 5                | 23.08.2013       | - Mikrowelle 7: Luftballon mit Propangas - Mit Propangas befüllte Luftballons dienen als Herd für mit Alkohol übergossene Pfannkuchen - Moped als Tennisballmaschine - Dampfkochtopf wird zum Platzen gebracht - Kresse großflächig im Haus pflanzen - Mixer mit Handy befüllt und Mixer mit Mehl und Streichhölzern befüllt - Katapult befördert Bierfässer, Wasserkästen und Wassermelonen auf den Dachboden - Airbag schießt Billardkugel |
| 12              | 6                | 06.09.2013       | - Cabrio (Autodach mit Thermit entfernen) - Rührei aus der Waschmaschine - Parkett abschleifen mit einem Moped - Mikrowelle 8: Coladosen - Kanone mit Druckluft - Räuchern im Schlafzimmerschrank über Reisig - Heizungsanlage wird zum Platzen gebracht |

## Gefahren
Die Experimente in der Sendung erforderten oft verschärfte Sicherheitsmaßnahmen. So waren jedes Mal Einsatzkräfte der Feuerwehr und des Sanitätsdienstes anwesend. Bei einigen Experimenten im Inneren des Hauses wurden Türen durch Plexiglasscheiben ersetzt, um das Geschehen geschützt zu beobachten.
An einem Drehtag erlitt Wigald Boning eine leichte Rauchgasvergiftung durch das Zusammenwirken eines Experimentes, bei dem ein Feuerwerk im geschlossenen Raum gezündet wurde, mit einem anderen, bei dem ein Außenbordmotor als Küchenrührgerät arbeitete. Er erklärte selbst, die Vergiftung sei in der nachfolgenden Nacht wieder weitgehend verflogen. Ein Unfall passierte Bernhard Hoëcker beim Entzünden eines mit Magnesium betriebenen Grills. Während er in Eile versuchte, sich aus der Stichflamme zu retten, riss seine Achillessehne halb. Von dem anwesenden DRK musste sich Hoëcker aufgrund von einem Metallspan im Finger und einer gestauchten Hand helfen lassen.

## Rezeption
Die erste Episode erreichte einen Marktanteil von 9,3 Prozent, bei den jüngeren Zuschauern 9,2 Prozent. Damit sieht das ZDF seine Planung aufgegangen, die Sommerpause der heute-show mit einem Format zu füllen, das ebenfalls junge Zuschauer locken soll.

## DVD-Veröffentlichungen
Beide Staffeln wurden 2012 und 2013 von der Edel Germany GmbH veröffentlicht. Die komplette Serie erschien 2018 aus dem Pidax Film- und Hörspielverlag.